# Berry Angriawan

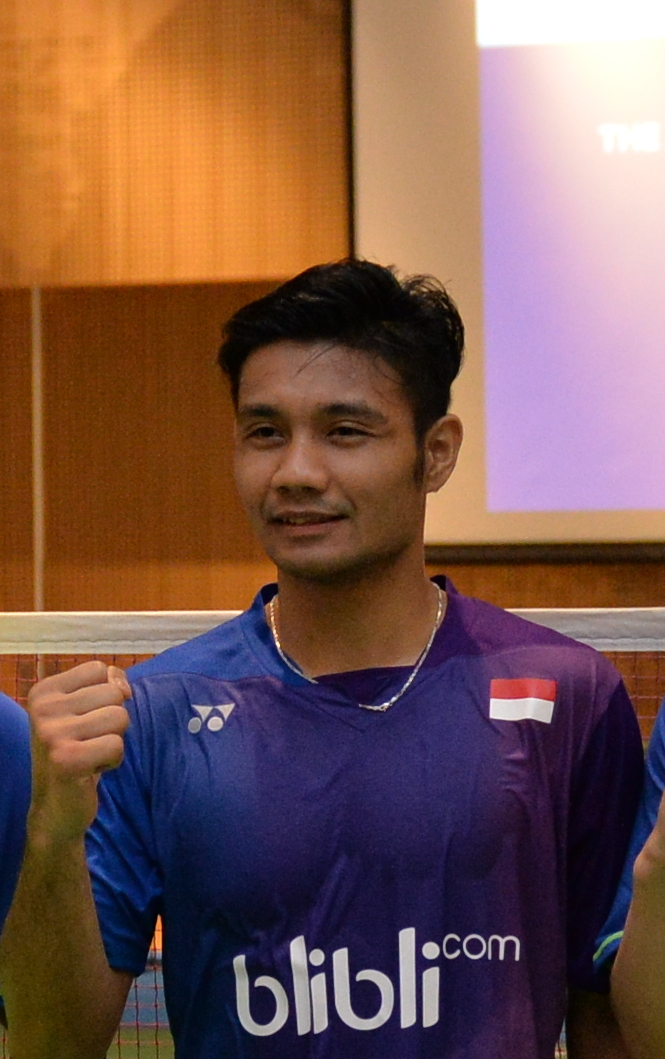
Berry Angriawan, 2016

Berry Angriawan (* 3. Oktober 1991 in Sukabumi) ist ein indonesischer Badmintonspieler. 

## Karriere
Berry Angriawan gewann 2009 Silber bei der Juniorenweltmeisterschaft im Herrendoppel mit Muhammad Ulinnuha. Mit ihm siegte er auch bei den Laos International 2009, den Auckland International 2009 und den Indonesia International 2010.

## Sportliche Erfolge
| Saison | Veranstaltung              | Disziplin    | Platz | Name                                 |
| ------ | -------------------------- | ------------ | ----- | ------------------------------------ |
| 2009   | Juniorenweltmeisterschaft  | Herrendoppel | 2     | Berry Angriawan / Muhammad Ulinnuha  |
| 2009   | Laos International         | Herrendoppel | 1     | Berry Angriawan / Muhammad Ulinnuha  |
| 2009   | Auckland International     | Herrendoppel | 1     | Berry Angriawan / Muhammad Ulinnuha  |
| 2010   | Indonesia International    | Herrendoppel | 1     | Berry Angriawan / Muhammad Ulinnuha  |
| 2011   | Indonesische Meisterschaft | Herrendoppel | 1     | Berry Angriawan / Rahmat Adianto     |
| 2023   | Indonesia International    | Herrendoppel | 1     | Berry Angriawan / Rian Agung Saputro |